# Santiago Coch Castillo
Santiago "Santi" Coch Castillo (Vimbodí, 27 de maig de 1960 - 12 de setembre de 2024) fou un futbolista català que va jugar com a defensa i posteriorment exercí d'entrenador.
Va representar el Gimnàstic al llarg de 17 campanyes i va participar en 528 partits oficials.

## Carrera de jugador
Nascut a Vimbodí i Poblet, Catalunya, Coch va debutar com a sènior amb el Gimnàstic de Tarragona l'any 1977, amb només 17 anys, quan el seu equip va aconseguir l'ascens a Tercera Divisió. Va seguir un altre ascens i va fer el seu debut professional el 16 de setembre de 1979, començant en una victòria a casa per 3-2 contra el Deportivo de La Corunya a Segona Divisió.
Coch va participar en 23 partits durant la temporada 1979–80, ja que el Nàstic va patir el descens immediat després d'acabar 19è. Va jugar a Segona Divisió B però també a la quarta categoria durant la resta de la seva carrera, i es va retirar el 1994.

## Carrera d'entrenador
L'any 2005 Coch va ser nomenat gerent de l'equip de formació del Gimnàstic, el CF Pobla de Mafumet. L'any 2010 va ser rellevat de les seves funcions, incorporant-se immediatament a la plantilla del Gimnàstic.
El 9 de setembre de 2017, després de la destitució de Lluís Carreras, Coch va ser nomenat ajudant de Rodri al primer equip.

## Vida personal
La família de Coch està molt relacionada amb el futbol. El seu germà gran Enric era porter, mentre que el seu germà bessó Ramon era davanter. Els seus dos fills Joel i Denis (ambdós migcampistes) van representar el Pobla, i el seu nebot Aleix també és defensa.